# Hotel ten Cate
Hotel ten Cate is een hotel gevestigd in Emmen, Nederland. Het hotel wordt al vier generaties lang beheerd door de familie Ten Cate.

## Geschiedenis
Het hotel aan de Noordbargerstraat werd in 1955 geopend door Geert en Trijn ten Cate. In de daaropvolgende jaren profiteerde het hotel van de snelle groei van Emmen. In 1972 werd het hotel overgenomen door hun kinderen. Zoon Hans ten Cate voegde zich in de vroege jaren 80 bij het familiebedrijf en nam het in 1988 over. In 1999 werd het hotel verkocht en was het niet meer in handen van de familie ten Cate. In 2002 gaf het Emmer college akkoord voor een uitbreiding van het hotel waardoor het hotel 67 kamers zou krijgen. In september van 2010 ging het hotel familiet en op 31 oktober sloot het de deuren. In november 2010 werd bekend dat het failliete Hotel Ten Cate in Emmen was verkocht. De koper was de voormalige eigenaar Hans ten Cate, die het hotel tien jaar eerder had verkocht. Het hotel werd in februari 2011 weer geopend. Met de aankoop door Hans ten Cate kwam het bedrijf weer terug in de familie.
In december 2011 werd aangekondigd dat het hotel een kunsthotel zou worden. De kunstenaarsstroming toyisme zorgde voor een facelift van het hotel. Een tiental kunstenaars uit de hele wereld kwam in het voorjaar naar Emmen om de grijze gevel van het hotel om te toveren in een kleurrijk geheel met als thema slapen en eten. In 2015 was het hotel de gastheer van het Wereldkampioenschap Dammen. In 2016 voegde zoon Niels ten Cate zich bij het bedrijf, gevolgd door zijn broer Jasper in 2019. De broers namen het familiebedrijf over van hun vader, Hans ten Cate. In 2019 namen de broers de exploitatie van het hotel over en vanaf 1 januari 2022 is ook het vastgoed in handen van de vierde generatie Ten Cate.

## Trivia
- In 1987 won het hotel de Zilveren Hoffelijkheidspluim van het Bedrijfschap Horeca.[11]
- In oktober 2012 werd Hans ten Cate, eigenaar van Hotel Ten Cate, uitgeroepen tot de meest markante horecaondernemer van Drenthe.[12]